# Кошкарёва, Екатерина Александровна
Екатерина Александровна Кошкарёва (12 декабря 1924 — 26 марта 2017) — передовик советского сельского хозяйства, доярка совхоза «Максимовский» Иркутского района Иркутской области, Герой Социалистического Труда (1966).

## Биография
Родилась в 1924 году в селе Урик, ныне Иркутского района Иркутской области в семье крестьянина польского происхождения. В 1941 году завершила обучение в седьмом классе сельской школы.
Трудоустроилась в местный колхоз. Во время Великой Отечественной войны работала на разных работах и в поле, и на лесозаготовках. В 1951 году перешла работать дояркой на ферму.
В 1960 году переехала на постоянное место жительство в село Мамоны. Работать стала в совхозе «Максимовский» дояркой. Приняла группу коров, надои которых составляли всего 2000 килограммов молока в среднем в год. Однако, это ей не помешало стать передовиком производства и вывести показатели на высокий производственный уровень.
В 1965 году Екатерина Александровна включилась в социалистическое соревнование и достигла показателя в 4239 килограммов молока от каждой коровы в среднем в год. Это был один из лучших результатов в Иркутской области.
Указом Президиума Верховного Совета СССР от 22 марта 1966 года за получение высоких показателей в сельском хозяйстве и рекордные надои молока Екатерине Александровне Кошкарёвой было присвоено звание Героя Социалистического Труда с вручением ордена Ленина и медали «Серп и Молот».
Избиралась членом Иркутского Обкома КПСС, делегатом XXV съезда Партии (1976), XIV съезда профсоюзов СССР.
Продолжала трудиться в колхозе до выхода на заслуженный отдых.
Проживала в селе Мамоны. Умерла 26 марта 2017 года, похоронена на сельском кладбище.

## Награды
За трудовые успехи была удостоена:
- золотая звезда «Серп и Молот» (22.03.1966)
- орден Ленина (22.03.1966)
- другие медали.

- Почётный житель села Мамоны Иркутского района[2].